# Gumushtekin
Gümüshtekin, también conocido como Gumushtekin (fallecido en 1177), fue un eunuco que ocupó altos cargos en el imperio de los zanguíes. Nur al-Din, atabeg de Alepo, lo nombró su lugarteniente en Mosul en Irak. Después de la muerte de Nur al-Din en 1174, Gümüshtekin asumió la tutela del hijo menor de su señor, As-Salih Ismail al-Malik, y lo llevó de Damasco a Alepo. Hizo una alianza con el primo de As-Salih Sayf al-Din Ghazi II de Mosul contra Ibn al-Muqaddam que había tomado el control de Damasco. Ibn al-Muqaddam buscó la ayuda del gobernante ayubí de Egipto, Saladino, y le entregó la ciudad. As-Salih le otorgó Harenc a Gümüshtekin como iqtá.
Gümüshtekin, que era gobernador de Alepo y de las tierras vecinas, llegó a un acuerdo con Bohemundo III de Antioquía para liberar a Reinaldo de Châtillon , junto con Joscelino III de Edesa y todos los demás prisioneros cristianos en 1176. Después de que Gümüshtekin hiciera asesinar al visir de As-Salih en una jugada de influencia sobre el niño, fue torturado y ejecutado en los muros de Harenc por sus supuestas negociaciones con los francos, o cruzados, en septiembre de 1177.